# Dianthus chouardii
Dianthus chouardii är en nejlikväxtart som beskrevs av Alain Dobignard. Dianthus chouardii ingår i släktet nejlikor, och familjen nejlikväxter. Inga underarter finns listade i Catalogue of Life.